# Clovia schulzei
Clovia schulzei är en insektsart som beskrevs av Schmidt 1926. Clovia schulzei ingår i släktet Clovia och familjen spottstritar. Inga underarter finns listade i Catalogue of Life.